# NEN 6088

vluchtwegaanduiding

De NEN 6088 is een Nederlandse norm over vluchtwegaanduidingen, die niet meer van kracht is en vervangen is door NEN 3011:2015 nl.
Bij calamiteiten moeten openbare gebouwen en bedrijven op een snelle en veilige manier ontruimd kunnen worden. Door vluchtwegen duidelijk en ondubbelzinnig kenbaar te maken kan dat in hoge mate aan de veiligheid bijdragen. Het Arbeidsomstandighedenbesluit verwijst ook naar deze norm. Internationaal is dit vastgelegd in de ISO 3864-norm.
Vluchtwegaanduidingen zijn gemonteerd in ruimten, gangen en boven uitgangen. Ook buiten op bedrijventerreinen worden zij toegepast. In de NEN 6088 worden de eigenschappen van vluchtwegaanduidingen bepaald. Deze aanduidingen zijn pictogrammen op lamp-armaturen. De plaats waar en wijze waarop deze moeten worden aangebracht staat hier ook beschreven:
- De plaats waar de aanduidingen aangebracht moeten worden.
- Het aanlichten van veiligheidsmiddelen, zoals brandblussers, haspels, bedrijfshulpverleningsmiddelen en automatische externe defibrillators
- De kleur, volgens NEN-EN-6088.
- De vluchtpaden zelf.
- Brandmeldcentrales
- Het soort en grootte van het teken dat toegepast wordt. Teksten zijn niet universeel daarom niet toegestaan. Een pictogram is minimaal 10 cm hoog

Er zijn twee soorten noodverlichting en vluchtwegverlichting.
1. centraal, met een centraal opgestelde grote accu en vaak met dikke koperen kabels
2. decentraal, elke armatuur heeft haar eigen accu

Een voordeel van decentraal is dat als de centrale accu defect is de decentrale blijven werken.
Deze norm stond overigens niet geheel op zichzelf. Er wordt ook verwezen naar normen die verwijzen naar verlichtingstechniek (NEN-EN 1838) en (nood)verlichting (NEN 1010). De oudste omschrijving van noodverlichting dateert uit 1965.
De wetgever heeft vastgesteld dat er elk jaar onderhoud gedaan moet worden. In het verleden (tot oktober 2008) was de controle op aanwezigheid van noodverlichting in handen van de gemeente welke het op haar beurt had ondergebracht bij de brandweer. Een taak van bedrijfshulpverleners is het regelmatig trainen van ontruimen van gebouwen.